# Euchlanis mamorokaensis
Euchlanis mamorokaensis är en hjuldjursart som beskrevs av Berzinš 1973. Euchlanis mamorokaensis ingår i släktet Euchlanis och familjen Euchlanidae. Inga underarter finns listade i Catalogue of Life.